# Imbibition

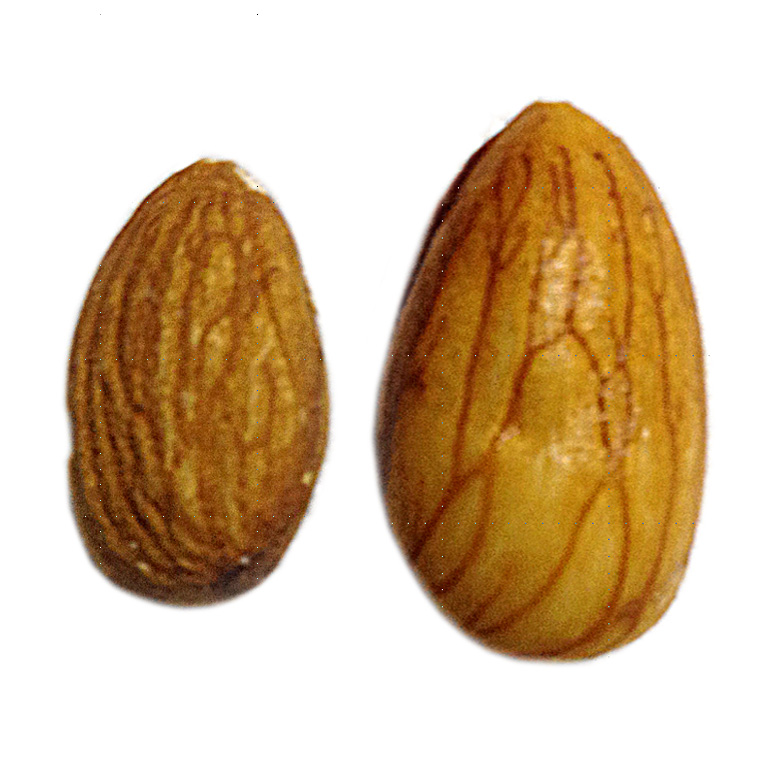
Pruneau sec (à gauche) et pruneau imbibé (à droite).

L'imbibition est, en chimie, un processus au cours duquel un matériau absorbe les molécules d'un liquide de l'environnement.
Le processus opposé de l'imbibition est la synérèse qui est l'extraction ou l'expulsion d'un liquide à partir d'un gel, souvent à la suite de la contraction de ce dernier.